# Перша любов Насреддіна
«Перша любов Насреддіна» — радянський художній фільм 1977 року, знятий режисером Анваром Тураєвим на кіностудії «Таджикфільм».

## Сюжет
За однойменним твором Тимура Зульфікарова про пригоди відомого героя східних казок Ходжі Насреддіна.

## У ролях
- Сократ Абдукадиров — Насреддін
- Ніно Долідзе — Сухайль, дочка Талгат-бека (дублювала Євгенія Вєтлова)
- Ато Мухамеджанов — Рустам-усто, майстер (дублював Ігор Єфімов)
- Хашим Гадоєв — Талгат-бек, правитель (дублював Валерій Козинець)
- Махмуджан Вахідов — дервіш (дублював Павло Кашлаков)
- Фаррух Касимов — Кара-Бутон, мисливець правителя Талгат-бека (дублював Борис Аракелов)
- Зафар Джавадов — горець, охоронець Талгат-бека (дублював Олександр Суснін)
- Абдусалом Рахімов — Ільяс, лікар (дублював Гелій Сисоєв)
- Мушарафа Касимова — мати Насреддіна (дублювала Людмила Ксенофонтова)
- Хайдар Шаймарданов — Мустафа-гончар, батько Насреддіна (дублював Микола Гаврилов)
- Бвзір Абдуллаєв — роль другого плану
- Гульсара Абдуллаєва — дружина Рустама
- Н. Айматов — Шукур-дехканин, в'язень
- Турахон Ахмадханов — Ходжа Алі Акбар Хасан-звіздар
- Неллі Волшанінова — роль другого плану
- Маргарита Касимова — роль другого плану
- Люція Рискулова — наложниця в гаремі Талгат-бека
- Акбар Тураєв — роль другого плану

## Знімальна група
- Режисер — Анвар Тураєв
- Сценарист — Тимур Зульфікаров
- Оператор — Володимир Дмитриєвський
- Композитор — Генадій Александров
- Художник — Володимир Салімов